# Кевин Џејмс
Кевин Џорџ Нифинг (енгл. Kevin George Knipfing; рођен Миниола, Њујорк, 26. април 1965), професионално познат по сценском имену Кевин Џејмс (енгл. Kevin James), амерички је филмски и ТВ глумац, комичар, продуцент и сценариста.